# Ло Биньван
Ло Биньва́н (кит. трад. 駱賓王, упр. 骆宾王, пиньинь Luò Bīnwáng; ок. 619 — 684) — китайский поэт времен империи Тан. Его семья происходила из современного Иу, провинция Чжэцзян, но рос поэт в Шаньдуне. Вместе с Лу Чжаолинем, Ван Бо и Ян Цзюнем входит в группу Четыре столпа ранней Тан.
Его произведения входят в антологию Триста танских поэм.

## Карьера
Баньван начал декламировать поэзию в шестилетнем возрасте. Служил при дворе Ли Юаньцина, Принца Дао, дяди императора Гао-цзуна. С 665 Ло работал в центральном правительстве Китая в Чанъани. В 670 был изгнан в Синьцзян, а затем вместе с армией путешествовал по Юньнани. Служил в штабе знаменитого генерала Пэй Синцзяня, когда тот был комендантом префектуры Тао (сейчас, приблизительно, округ Хайдун, Цинхай). Ло отвечал за военную переписку. Генерал был недоволен поэтом и его тремя друзьями Ваном, Яном и Лу, предпочитая брата Ван Бо — Ван Цзюйя (кит. 王勮) и Су Вэйдао. В конце концов Ло получил должность секретаря правительства в одном из районов Чанъани, что хотя и не было высоким постом, но считалось вполне престижным из-за столичного местоположения.

## Участие в восстании
В 678 году Ло Биньван был уволен и посажен в тюрьму из-за критики У Цзэтянь, но был освобожден в следующем году. После смерти императора Гао-цзуна и прихода к власти его жены, Вдовствующей императрицы (У Цзэтянь), в качестве регента их сына императора Чжун-цзуна, быстро утратившего престол, и, позднее, императора Жуй-цзун, Ло попытался безуспешно сблизиться с нею. В результате, в 684 году Ло был понижен до должности главного секретаря области Линьхай. Ло и ряд его единомышленников встретились в префектуре Ян (кит. 揚州, современный Янчжоу, провинция Цзянсу) в поддержку своего лидера Ли Цзинъе, Князя Ин, поднявшего восстание против императрицы за восстановление на троне императора Чжун-цзуна. Поэт отвечал за переписку повстанцев и написал жесткую декларацию против Вдовствующей императрицы: Императрица декларацию осмеяла, но высказала придворным сожаление о том, что двор потерял такого человека. Восстание было подавлено и Ло убит. Из уважения к таланту поэта императрица приказала собрать его сохранившиеся произведения.

## Творчество
Ло был мастером вычурной прозы в стиле пяньвэнь. Его поэзия, в основном ши, так же сложна. Ло автор большой автобиографической поэмы, но его самым известным произведением является «Ода гусю» (кит. упр. 咏鹅), написанная в семилетнем возрасте. Большое влияние имела и его «В тюрьме воспеваю цикаду» (кит. упр. 在狱咏蝉).

《咏鹅》
鹅，鹅，鹅，

曲项向天歌。

白毛浮绿水，

红掌拨清波。

Китайские школьники учат это стихотворение в первом классе.